# Liste der Monuments historiques in Champagne-sur-Vingeanne
Die Liste der Monuments historiques in Champagne-sur-Vingeanne führt die Monuments historiques in der französischen Gemeinde Champagne-sur-Vingeanne auf.

## Liste der Immobilien
| Bezeichnung         | Beschreibung                                                | Standort             | Kennzeichnung | Schutzstatus | Datum | Bild           |
| ------------------- | ----------------------------------------------------------- | -------------------- | ------------- | ------------ | ----- | -------------- |
| Kirche St-Julien    | ab dem 13. Jahrhundert                                      | Rue Haute (Lage)     | PA00112176    | Inscrit      | 1925  | weitere Bilder |
| Château d’Étrabonne | im Kern aus dem 15. Jahrhundert; mit Park und Nebengebäuden | Rue du Moulin (Lage) | PA21000097    | Inscrit      | 2019  | weitere Bilder |

## Liste der Objekte
| Bezeichnung                                                              | Beschreibung                                                                    | Standort                             | Kennzeichnung | Schutzstatus | Datum | Bild |
| ------------------------------------------------------------------------ | ------------------------------------------------------------------------------- | ------------------------------------ | ------------- | ------------ | ----- | ---- |
| Grabinschrift für Jehan Odot, seine Gattin Guiotte und ihren Sohn Pierre | Kalkstein, bezeichnet 1448                                                      | in der Kirche St-Julien (Lage)       | PM21000506    | Classé       | 1923  |      |
| Glocke                                                                   | Bronze, 1790 gegossen                                                           | in der Kirche St-Julien (Lage)       | PM21000507    | Classé       | 1923  |      |
| Skulptur Johannes Evangelist                                             | Teil einer Kreuzigungsgruppe; Obstbaumholz (?), farbig gefasst, 16. Jahrhundert | in der Kirche St-Julien (Lage)       | PM21000508    | Classé       | 1959  |      |
| Kirchenfenster                                                           | Buntglas, 16. Jahrhundert, im 19. Jahrhundert neu gefasst                       | in der Kirche St-Julien (Lage)       | PM21000509    | Classé       | 1962  |      |
| Skulptur Heiliger Claudius                                               | Kalkstein, 16. Jahrhundert                                                      | in der Kirche St-Julien (Lage)       | PM21000510    | Classé       | 1962  |      |
| Skulptur Heiliger Dionysius (?)                                          | Kalkstein, 16. Jahrhundert                                                      | in der Kirche St-Julien (Lage)       | PM21000511    | Classé       | 1962  |      |
| Zwei Skulpturen: Johannes Evangelist (?) und Heiliger Franziskus (?)     | Kalkstein, 15. Jahrhundert                                                      | außen an der Kirche St-Julien (Lage) | PM21000512    | Classé       | 1962  |      |
| Skulptur Johannes der Täufer                                             | Stein, 16. Jahrhundert                                                          | in der Kirche St-Julien (Lage)       | PM21003008    | Classé       | 1997  |      |